# 隆沙自由城
隆沙自由城（法語：Villefranche-de-Lonchat，法語發音：[vilfʁɑ̃ʃ də lɔ̃ʃa]）是法国多尔多涅省的一个市镇，属于贝尔热拉克区。

## 地理
隆沙自由城（44°56'54"N, 0°3'26"E）面积14.98 平方千米，位于法国新阿基坦大区多爾多涅省，该省份为法国西南部内陆省份，是法國本土面积第三大的省，大致对应佩里戈尔地区，北起顺时针与夏朗德省、上维埃纳省、科雷兹省、洛特省、洛特-加龙省、吉倫特省和滨海夏朗德省接壤。
与隆沙自由城接壤的市镇（或旧市镇、城区）包括：穆兰讷夫、蒙佩鲁、卡尔萨克德居尔松、曼扎克、圣马丹德居尔松。

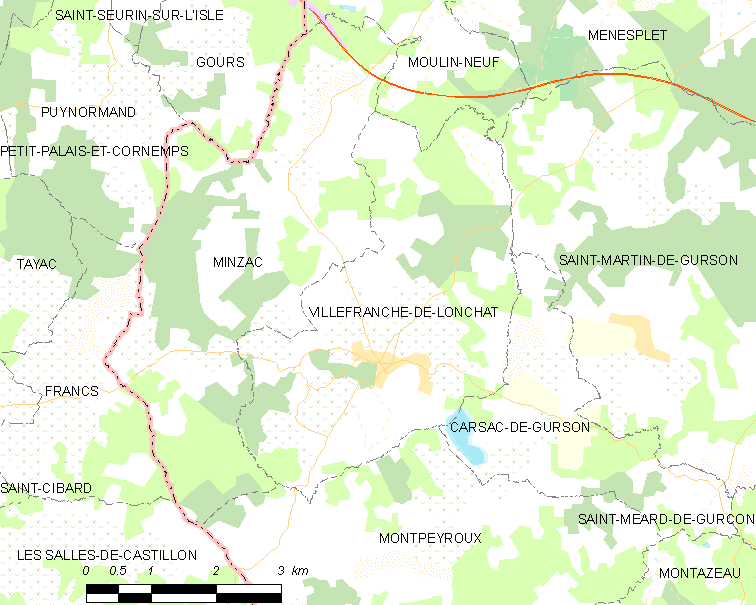
隆沙自由城的OSM定位图

隆沙自由城的时区为UTC+01:00、UTC+02:00（夏令时）。

## 行政
隆沙自由城的邮政编码为24610，INSEE市镇编码为24584。

## 政治
隆沙自由城所属的省级选区为蒙泰涅和居尔松地区县。

## 人口

1962-2008年间隆沙自由城人口变化图示

隆沙自由城于2022年1月1日时的人口数量为956人。